# Pseudococcus odermatti
Pseudococcus odermatti är en insektsart som beskrevs av Miller och Williams 1997. Pseudococcus odermatti ingår i släktet Pseudococcus och familjen ullsköldlöss. Inga underarter finns listade i Catalogue of Life.